# Organoïde

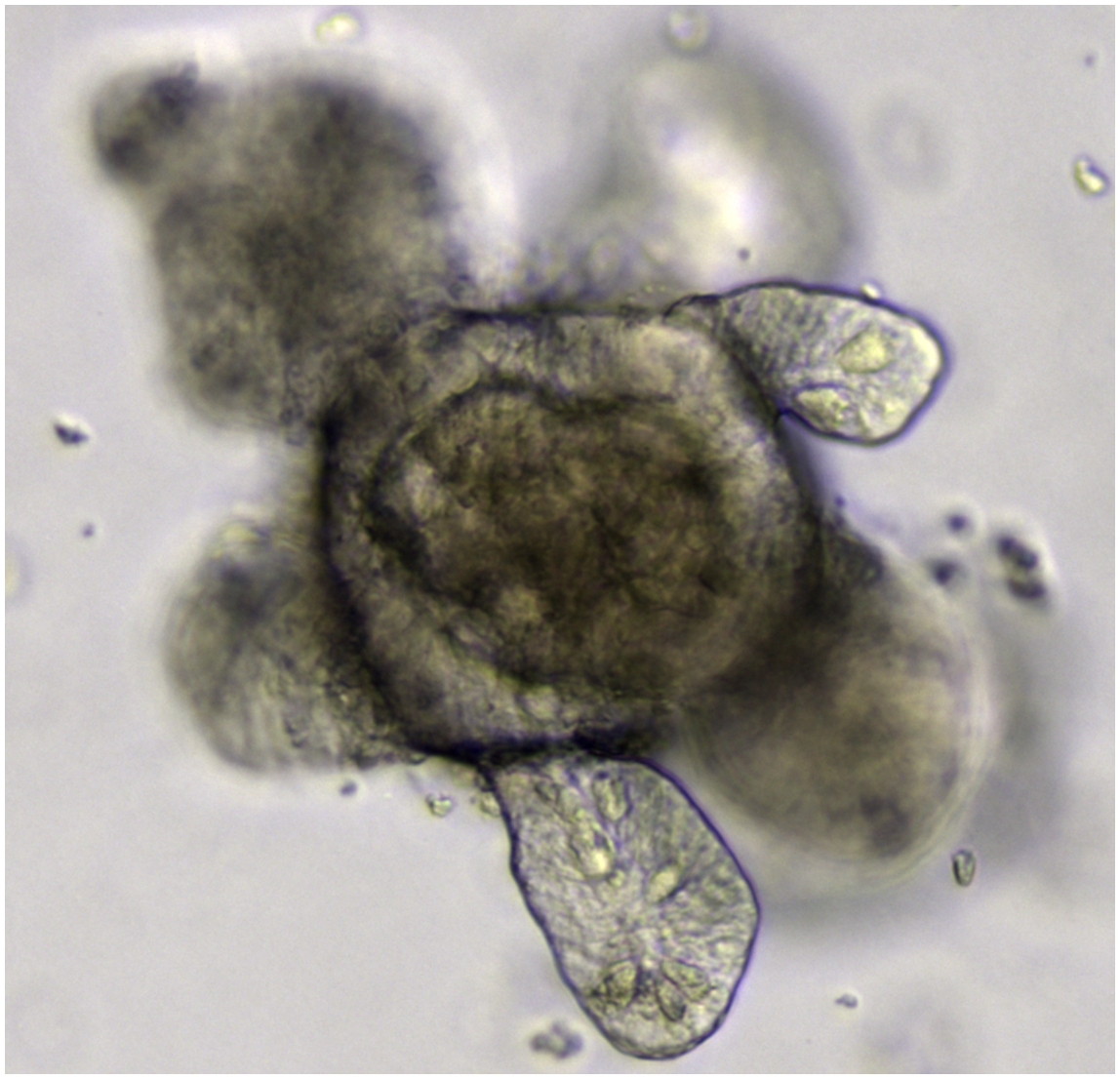
Organoïde intestinal cultivé à partir de cellules souches Lgr5+.

Un organoïde est une version miniature et simplifiée d'un organe, fabriquée in vitro en trois dimensions et qui présente une micro-anatomie réaliste. Il est issu d'une ou de quelques cellules d'un tissu, de cellules souches embryonnaires ou de cellules souches pluripotentes induites (iPSC), qui peuvent s'auto-organiser en une structure tridimensionnelle grâce à leurs capacités d'auto-renouvellement et de différenciation. Les organoïdes sont utilisés par les scientifiques pour étudier les maladies et les traitements en laboratoire. Un organoïde présente les propriétés suivantes:
- il possède plusieurs types cellulaires spécifiques d’un organe
- il est capable de récapituler certaines fonctions spécifiques de l'organe (par exemple la contraction, l'activité neuronale, la sécrétion endocrinienne, la filtration, l'excrétion)
- il se forme par regroupement et auto-organisation dans l’espace, à la manière d'un organe.

## Histoire
Les tentatives de création d'organes in vitro ont commencé en 1907 par des  expériences de dissociation-réagrégation, où Henry Van Peters Wilson a démontré que les cellules spongieuses dissociées mécaniquement peuvent se réagréger et s'auto-organiser pour générer un organisme entier. Au cours des décennies suivantes, plusieurs laboratoires ont pu générer différents types d'organes in vitro grâce à la dissociation et à la réagrégation de tissus d'organes obtenus à partir d'amphibiens ou d'embryons de poussins. Les phénomènes de cellules mécaniquement dissociées s'agrégeant et se réorganisant pour reformer le tissu à partir duquel elles ont été obtenues ont ensuite conduit au développement de l'hypothèse de l'adhésion différentielle par Malcolm Steinberg en 1964.
Avec l'avènement du domaine de la biologie des cellules souches, le potentiel des cellules souches à former des organes in vitro a été réalisé très tôt avec l'observation que lorsque les cellules souches forment des tératomes ou des corps embryoïdes, les cellules différenciées peuvent s'organiser en différentes structures ressemblant à celles trouvées dans plusieurs types de tissus. L'avènement du domaine des organoïdes a commencé par le passage de la culture et de la différenciation des cellules souches dans des supports 2D à des supports 3D pour permettre le développement des structures tridimensionnelles complexes des organes.
En 2006, Yaakov Nahmias et David Odde ont montré l'auto-assemblage d'organoïdes hépatiques vasculaires maintenus pendant plus de 50 jours in vitro.
En 2008, Yoshiki Sasai et son équipe de l'institut RIKEN ont démontré que les cellules souches peuvent être transformées en boules de cellules neurales qui s'auto-organisent en couches distinctes.
En 2009, le laboratoire de Hans Clevers (en) de l'Institut Hubrecht et du Centre médical universitaire d'Utrecht, aux Pays-Bas, a montré que des cellules souches intestinales exprimant LGR5 s'auto-organisent en structures crypt-villositaires in vitro sans nécessiter de niche mésenchymateuse.
En 2010, Mathieu Unbekandt et Jamie A. Davies ont démontré la production d'organoïdes rénaux à partir de cellules souches rénogènes dérivées de fœtus murin. Des rapports ultérieurs ont montré une fonction physiologique significative de ces organoïdes in vitro et in vivo.
En 2013, Madeline Lancaster de l'Institut de biotechnologie moléculaire de l'Académie autrichienne des sciences a établi un protocole de culture d'organoïdes cérébraux dérivés de cellules souches qui imitent l'organisation cellulaire du cerveau humain en développement.
En 2014, Artem Shkumatov à l'université de l'Illinois à Urbana-Champaign a démontré que des organoïdes cardiovasculaires peuvent être formés à partir de cellules souches embryonnaires en modulant la rigidité du substrat auquel ils adhèrent.
On a ensuite, dans les années 2010/2020, réussi à produire, en tant que modèle animal, des embryoïdes d'animaux (une sorte de version simplifiée de l'embryon, qui peut être observée, vivante au microscope, mais qui n'adoptent ni l’architecture cellulaire ni le potentiel de développement des « véritables » embryons issus d'une  fécondation d’ovules par des spermatozoïdes ; cet embryoïde ou "embryon artificiel" ne vit actuellement (2025) pas plus de huit jours, alors que la gestation normale de la souris dure de 18 à 21 jours) puis en 2002 , un premier Embryon synthétique (plus complexe et ressemble à 95% à un véritable embryon, produit dans un milieu de culture dans un réacteur en rotation à partir de cellules souches de souris, sans recourir à des ovules fécondés, ni à des embryons ni même directement à une souris morte ou vivante). Cette opération reste délicate (échecs dans 99,5% des essais, et les embryons synthétiques n'étaient similaires qu'à 95 % aux « vrais » embryons de souris. Certaines des cellules souches, adéquatement traitées pour cela, se sont différentiées en cellules de « soutien » (évoquant celles qui se forment dans le placenta ou le sac vitellin, nécessaires à l'initiation et au maintien d'une une grossesse). 
Concernant le modèle "humain", en 2021, des chercheurs ont pu produire un blastoïde (agrégat issu de cellules souches pluripotentes humaines imitant le blastocyste humain), ce qui ouvre des pistes pour mieux comprendre et traiter l'infertilité et les troubles précoces de la grossesse, et faire progresser les possibilités de fabriquer et implanter des tissus humains compatibles et transplantables...tout en soulevant des questions,, éthiques, juridiques, réglementaires et politiques, différentes de celles posées par les organoïdes (notamment pour l'humain; sur l'origine des cellules souches, sur le consentement du donneur, sur le devenir de l'organisme ainsi formé..). Des lois et directives cadrent déjà ce type de recherche en Europe notamment, mais les débats se poursuivent.

## Processus de fabrication
La formation d'organoïdes nécessite généralement une culture 3D de cellules souches embryonnaires (dans un milieu en trois dimensions, qui peut être un hydrogel de matrice extracellulaire tel que Matrigel ou Cultrex BME, qui est une matrice extracellulaire riche en laminine sécrétée par la lignée tumorale Engelbreth-Holm-Swarm. Les corps organoïdes peuvent ensuite être fabriqués en incorporant des cellules souches dans ce support 3D. Si des cellules souches pluripotentes sont utilisées pour créer l'organoïde, elles sont généralement, mais pas toujours, légalement utilisables pour former des embryoïdes. Ces embryoïdes sont ensuite traités pharmacologiquement avec des facteurs de croissance et de différenciation pour conduire à l'identité organoïde souhaitée.
Des organoïdes ont également été créés à l'aide de cellules souches adultes extraites de l'organe cible et cultivées dans des milieux 3D.

## Différents types d'organoïdes
Une multitude de structures d'organes ont été modélisées à l'aide d'organoïdes, y compris des organoïdes cérébraux, thymiques, thyroidiens, intestinaux, hépatiques, testiculaires, pancréatiques, rétiniens, rénaux ou d'embryon précoce (gastruloïdes, y compris humains). Cette section a pour objectif de présenter des exemples utilisés dans la recherche actuelle.

### Organoïde cérébral
Un organoïde cérébral décrit des organes miniatures cultivés artificiellement, in vitro, ressemblant au cerveau. Les organoïdes cérébraux sont créés en cultivant des cellules souches pluripotentes humaines dans une structure tridimensionnelle se développent sur une période de plusieurs mois. La procédure a des applications potentielles dans l'étude du développement, de la physiologie et de la fonction cérébrales. Les organoïdes cérébraux peuvent éprouver des « sensations simples » en réponse à une stimulation externe et les neuroscientifiques Andrea Lavazza, Elan Ohayon et Hideya Sakaguchi font partie de ceux qui craignent que de tels organes puissent développer une sensibilité. Ils proposent que l'évolution ultérieure de la technique soit soumise à une procédure de surveillance éthique rigoureuse.

### Organoïde pulmonaire

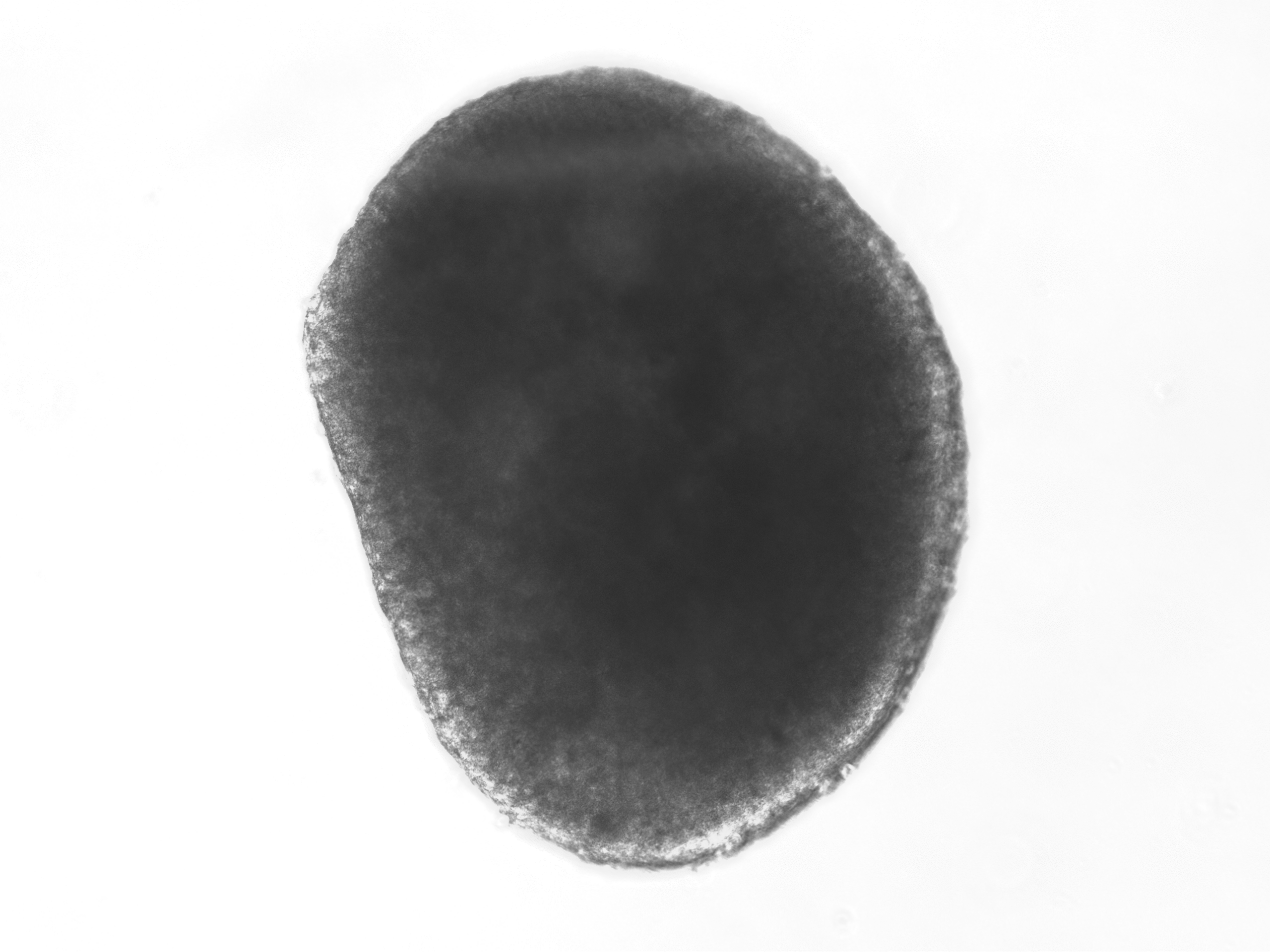
Organoïde pulmonaire

Les organoïdes pulmonaires sont des micro-tissus cultivés en trois dimensions qui reproduisent les caractéristiques morphologiques et fonctionnelles des voies respiratoires. Ils peuvent contenir les différents types de cellules épithéliales du poumon humain reposant sur une matrice extra-cellulaire. Les organoïdes pulmonaires présentent de nombreuses caractéristiques des voies respiratoires humaines, telles que la sécrétion de mucus, le battement des cils et la régénération. Cette fidélité à la réalité biologique en fait un outil très efficace pour étudier le développement embryonnaire du tissu pulmonaire, les mécanismes de réparation dans les lésions pulmonaires ainsi que les mécanismes physiopathologiques des maladies pulmonaires. Les organoïdes pulmonaires peuvent également être utilisés pour évaluer la toxicité ou l'efficacité des médicaments lors de tests in vitro.

### Organoïde rétinien
Les organoïdes rétiniens sont des structures en trois dimensions, auto-organisées qui contiennent tous les types cellulaires de la rétine. Il y a trois étapes dans la génération d'organoïdes rétiniens. Les organoïdes de 35 à 40 jours sont formés d’un neuro-épithélium contenant des progéniteurs rétiniens en prolifération. Durant les stades intermédiaires (entre 60 et 100 jours), on observe une séparation nette entre une couche nucléaire externe avec des photorécepteurs et une couche interne contenant des neurones de la rétine interne. Enfin, dans les organoïdes rétiniens tardifs (après 150-175 jours), les photorécepteurs atteignent un stade avancé de développement. La cinétique de développement est assez fidèle au développement fœtal humain (entre la 23e et la 30e semaine). Il persiste cependant certaines limites, notamment lorsqu’il s’agit de maintenir ces organoïdes à long terme. On observe une désorganisation progressive de la région interne des organoïdes aux stades tardifs, ainsi qu’une perte des cellules ganglionnaires, ce qui est prévisible dans ce type de cultures car ces neurones sont dépourvus de leurs cibles cérébrales naturelles.

## Applications

### Etude du développement
Les organoïdes offrent aux chercheurs un modèle exceptionnel pour étudier la biologie du développement. Depuis l'identification des cellules souches pluripotentes, de grands progrès ont été accomplis dans la direction du destin des cellules souches pluripotentes in vitro à l'aide de cultures 2D. Ces progrès dans la direction du destin de la cellule souche pluripotente, associés aux progrès des techniques de culture 3D, ont permis la création d'organoïdes qui récapitulent les propriétés de diverses sous-régions spécifiques d'une multitude d'organes. L'utilisation de ces organoïdes a ainsi grandement contribué à élargir notre compréhension des processus d'organogenèse et du domaine de la biologie du développement. Dans le développement du système nerveux central, par exemple, les organoïdes ont contribué à notre compréhension des forces physiques qui sous-tendent la formation de la cupule rétinienne. Des travaux plus récents ont considérablement prolongé les périodes de croissance des organoïdes corticaux et à près d'un an dans des conditions de différenciation spécifiques, les organoïdes persistent et présentent certaines caractéristiques des stades de développement du fœtus humain.

### Modélisation de maladies
Les organoïdes offrent la possibilité de créer des modèles cellulaires de maladies humaines, qui peuvent être étudiés en laboratoire pour mieux comprendre les causes de la maladie et identifier les traitements possibles. Dans un exemple, le système d'édition du génome appelé CRISPR a été appliqué à des cellules souches pluripotentes humaines pour introduire des mutations ciblées dans des gènes pertinents pour deux maladies rénales différentes, la polykystose rénale et la glomérulosclérose segmentaire focale. Ces cellules souches pluripotentes modifiées par CRISPR ont ensuite été cultivées dans des organoïdes rénaux humains, qui présentaient des phénotypes spécifiques à la maladie. Les organoïdes rénaux des cellules souches présentant des mutations de la polykystose rénale ont formé de grandes structures de kystes translucides à partir des tubules rénaux. Lorsqu'ils sont cultivés en l'absence d'indices adhérents (en suspension), ces kystes ont atteint des tailles de 1 cm de diamètre sur plusieurs mois. Les organoïdes rénaux présentant des mutations dans un gène lié à la glomérulosclérose segmentaire focale ont développé des défauts de jonction entre les podocytes, les cellules filtrantes affectées dans cette maladie. Il est important de noter que ces phénotypes de la maladie étaient absents des organoïdes témoins de fond génétique identique, mais dépourvus des mutations CRISPR. La comparaison de ces phénotypes organoïdes avec des tissus malades de souris et d'humains a suggéré des similitudes avec des défauts de développement précoce.
Développées pour la première fois par Takahashi et Shinya Yamanaka en 2007, les cellules souches pluripotentes induites (iPSC) peuvent également être reprogrammées à partir de fibroblastes cutanés de patients. Ces cellules souches portent le patrimoine génétique exact du patient, y compris toute mutation génétique susceptible de contribuer au développement d'une maladie humaine. La différenciation de ces cellules en organoïdes rénaux a été réalisée chez des patients atteints du syndrome de Lowe en raison de mutations ORCL1. Ce rapport a comparé les organoïdes rénaux différenciés de l'iPSC du patient à l'iPSC témoin non apparenté et a démontré une incapacité des cellules rénales du patient à mobiliser le facteur de transcription SIX2 du complexe de Golgi. Étant donné que SIX2 est un marqueur bien caractérisé des cellules progénitrices du néphron dans le mésenchyme de la coiffe, les auteurs ont conclu que la maladie rénale fréquemment observée dans le syndrome de Lowe (échec global de la réabsorption du tubule proximal ou syndrome de Fanconi rénal) pourrait être liée à une altération de la structuration du néphron résultant du néphron cellules progénitrices dépourvues de cette importante expression du gène SIX2.
D'autres études ont utilisé l'édition de gènes CRISPR pour corriger la mutation du patient dans les cellules iPSC du patient afin de créer un contrôle isogénique, qui peut être effectué simultanément avec la reprogrammation des iPSC. La comparaison d'un organoïde dérivé d'iPSC d'un patient avec un contrôle isogénique est l'étalon-or actuel dans le domaine car elle permet d'isoler la mutation d'intérêt comme seule variable dans le modèle expérimental. Dans un de ces rapports, des organoïdes rénaux dérivés d'iPSC d'un patient atteint du syndrome de Mainzer-Saldino en raison de mutations hétérozygotes composées dans IFT140 ont été comparés à un organoïde témoin isogénique dans lequel une variante IFT140 donnant lieu à un transcrit d'ARNm non viable a été corrigé par CRISPR . Les organoïdes rénaux des patients ont démontré une morphologie ciliaire anormale compatible avec les modèles animaux existants qui a été ramenée à la morphologie de type sauvage dans les organoïdes corrigés par le gène. Le profilage transcriptionnel comparatif des cellules épithéliales purifiées à partir d'organoïdes patients et témoins a mis en évidence des voies impliquées dans la polarité cellulaire, les jonctions cellule-cellule et l'assemblage moteur de la dynéine, dont certaines avaient été impliquées pour d'autres génotypes au sein de la famille phénotypique des ciliopathies rénales. Un autre rapport utilisant un contrôle isogénique a démontré une localisation anormale de la néphrine dans les glomérules des organoïdes rénaux générés à partir d'un patient atteint d'un syndrome néphrotique congénital.

### Médecine personnalisée
Les organoïdes intestinaux issus de biopsies rectales à l'aide de protocoles de culture établis par le groupe de Hans Clevers (en) ont été utilisés pour modéliser la mucoviscidose et ont conduit à la première application d'organoïdes pour un traitement personnalisé. La mucoviscidose est une maladie héréditaire causée par des mutations du gène qui code pour un canal ionique épithélial nécessaire aux fluides de surface épithéliaux sains. Des études menées par le laboratoire de Jeffrey Beekman (Wilhelmina Children's Hospital, University Medical Center Utrecht, Pays-Bas) ont décrit en 2013 que la stimulation des organoïdes colorectaux avec des agonistes de l'AMPc tels que la forskoline ou la toxine du choléra induisait un gonflement rapide des organoïdes d'une manière entièrement dépendante du CFTR. Alors que les organoïdes de sujets non atteints de mucoviscidose gonflent en réponse à la forskoline en raison du transport de fluide dans les lumières des organoïdes, cela est sévèrement réduit ou absent chez les organoïdes dérivés de personnes atteintes de mucoviscidose. Le gonflement pourrait être restauré par des thérapeutiques qui réparent la protéine CFTR (modulateurs CFTR), ce qui indique que les réponses individuelles à la thérapie de modulation CFTR pourraient être quantifiées dans un environnement de laboratoire préclinique. Schwank et al. a également démontré que le phénotype organoïde de la mucoviscidose intestinale pouvait être réparé par l'édition du gène CRISPR-Cas9 en 2013.
Des études de suivi par Dekkers et al. en 2016 a révélé que les différences quantitatives dans le gonflement induit par la forskoline entre les organoïdes intestinaux dérivés de personnes atteintes de mucoviscidose sont associées à des marqueurs diagnostiques et pronostiques connus tels que des mutations du gène CFTR ou des biomarqueurs in vivo de la fonction CFTR . De plus, les auteurs ont démontré que les réponses des modulateurs CFTR dans les organoïdes intestinaux avec des mutations CFTR spécifiques étaient corrélées avec les données publiées des essais cliniques de ces traitements. Cela a conduit à des études précliniques où des organoïdes de patients présentant des mutations CFTR extrêmement rares pour lesquels aucun traitement n'a été enregistré se sont avérés répondre fortement à un modulateur CFTR disponible en clinique. Le bénéfice clinique suggéré du traitement pour ces sujets sur la base du test organoïde préclinique a ensuite été confirmé lors de l'introduction clinique du traitement par les membres du centre clinique de FK sous la supervision de Kors van der Ent (Département de pneumologie pédiatrique, Hôpital pour enfants Wilhelmina, Centre médical universitaire Utrecht, Pays-Bas). Ces études montrent pour la première fois que les organoïdes peuvent être utilisés pour l'adaptation individuelle d'une thérapie ou d'une médecine personnalisée.

### Greffe d'organe
Les organoïdes pourraient bien offrir une alternative novatrice aux traditionnelles greffes d'organes, entre autres grâce à leur capacité à répliquer certaines caractéristiques spécifiques des organes qu'ils pourraient remplacer, que ce soit au niveau cellulaire ou fonctionnel. Ils permettent déjà d'étudier le développement d'organes et de créer des modèles de maladies afin de tester des médicaments qui n'ont pas encore été approuvés, tout cela dans des conditions proches de celles rencontrées dans un corps humain.
L'application clinique de ces outils, notamment pour les transplantations rencontre encore des défis importants. Par exemple, un challenge majeur serait de pouvoir apporter une vascularisation suffisante après la transplantation, permettant la survie de l'organoïde, ainsi que sa bonne intégration dans les tissus de l'hôte.
Malgré ces défis, les organoïdes constituent une première étape encourageante pour l'élaboration de tissus et d'organes fonctionnels. Leur potentiel se situe surtout dans la solution personnalisée qu'ils constituent, ainsi que dans la réduction de la dépendance aux systèmes de donneurs d'organes, largement insuffisants pour subvenir à la demande.